# Quincy Antipas
Quincy Antipas est un footballeur zimbabwéen, né le 20 avril 1984 à Harare au Zimbabwe. Il évolue comme attaquant.

## Sélection nationale
En sélection depuis 2006, Quincy Antipas compte actuellement cinq sélections dont trois titularisations.
Il participe aux qualifications pour la Coupe du monde 2010 en étant titulaire lors d'une défaite (2-4) sur le terrain de la Namibie, il est malheureusement remplacé à la mi-temps par Clemence Matawu.

## Palmarès
CAPS United
- Champion du Zimbabwe (2) : 2004, 2005
- Vainqueur de la Coupe du Zimbabwe (1) : 2004